# 香港空運貨站
香港空運貨站公司（英語：Hong Kong Air Cargo Terminals Limited，縮寫：Hactl）是香港航空貨運業的主要營運商，於1971年成立，在1998年香港赤鱲角機場啟用以前屬壟斷型工業，現時由4個主要大股東持有。

## 歷史
香港空運貨站公司於1971年與香港政府簽定空運專營協議，首座位於香港九龍啟德機場的貨運站於1976年5月落成，貨運站曾進行第二期擴建，在1984年4月落成，第二空運貨站則於1991年3月落成。1993年時，香港空運貨站處理的空運貨量約為100萬公噸，當時的處理能力屬全球最高，而處理貨件失誤率卻是全球最低之一。1997年在機場搬遷前，香港空運貨站的每年處貨量約為150萬公噸，而新建造的超級一號貨站物流處理中心，以2015年全年處理貨量總計算約為1,626,245.3公噸（163萬公噸）。由於2013年中期以後隨著國泰航空的新空運貨站落成而導致市場佔有率出現根本性改變，結果導致2015年全年處貨量比2013年時（236萬公噸）下跌了近31%。 
2010年5月25日，持有香港空運貨站約40%股權的國泰航空、中信泰富（中國中信股份有限公司前身）及太古股份，以25.6億港元出售予其他五個股東。持有香港空運貨站60%的股東有優先購買權，購入屬於國泰航空等所持有的40%權益，由於怡和原本持有25%權益，在按比例增持及購入股權後，將持有41.67%，成為單一大股東，而九倉持有20.83%，和黃旗下的和黃港口亦持有20.83%，國航母公司中航集團則持有16.67%。

## 主要股東
- 怡和太平洋公司 41.67%
- 九龍倉(集團)公司20.83%
- 和黃港口 20.83%
- 中國航空(集團)有限公司 16.67%

## 員工巴士車隊
| 型號                     | 編號        | 數量 | 服役年份  | 車身         | 載客量     | 引擎                     | 波箱            | 備註 |
| ------------------------ | ----------- | ---- | --------- | ------------ | ---------- | ------------------------ | --------------- | ---- |
| 丹尼士巨龍12米空調巴士   | 1-4、97-100 | 4    | 1996-1999 | Duple Metsec | U67/L42+S0 | Cummins LTA10（Euro 1）  | Voith DIWA863   |      |
| 富豪奧林比安12米空調巴士 | 5、6        | 2    | 1998-1999 | Plaxton      | U68/L42+S0 | Volvo D10A-245（Euro 2） | Voith DIWA863.3 |      |

## 事故
1998年7月6日凌晨，屬玫瑰園計劃內的新建第二代香港國際機場於香港大嶼山赤鱲角人工島上正式啟用，而香港空運貨站有限公司所投巨資興建的超級一號貨站物流處理中心，通稱「ST1」亦同時投入服務。但啟用首日隨即禍不單行，先後發生一連串的多組電腦系統運算失效、物流硬件感應器受塵埃污染、以及嚴重的人為運作失誤等。在情況告急下，一度需要再重新啟動啟德機場的舊貨運站以作舒緩，整場世紀混亂歷時數週才能完全復完，其間大量空運進出及轉口貨物因未能及時被處理而導致其他貨運同業損失慘重，最後立法會成立獨立調查委員會介入調查事故，並把調查結果公開，交給了當時的香港機場管理局。

## 外部連結
- 香港空運貨站公司 （页面存档备份，存于） （繁體中文）
- 行政總裁 - 鄺永銓 （页面存档备份，存于） （繁體中文）
- 太古、中信泰富及國泰航空悉數出售香港空運貨站合共40%權益，涉25.6億[永久]，中信泰富 （繁體中文）
- 香港空運貨站2011年首兩季度進出口貨量大跌，並持下降趨勢[]，雅虎香港 （繁體中文）